# ميخائيل جوردن (لاعب كرة قدم أمريكية)
ميخائيل جوردن (بالإنجليزية: Michael Jordan)‏ هو لاعب كرة قدم أمريكية أمريكي، ولد في 25 يناير 1998 في سينسيناتي في الولايات المتحدة.

## وصلات خارجية
- ميخائيل جوردن على موقع مرجع كرة القدم المحترفة.كوم (الإنجليزية)